# Prozor
För andra betydelser, se Prozor (olika betydelser).
Prozor (kyrilliska: Прозор) är en ort i kommunen Prozor-Rama i kantonen Hercegovina-Neretva i centrala Bosnien och Hercegovina. Orten är kommunens huvudort och ligger cirka 66 kilometer väster om Sarajevo. Prozor hade 3 367 invånare vid folkräkningen år 2013.
Av invånarna i Prozor är 65,84 % kroater, 33,56 % bosniaker, 0,27 % muslimer och 0,06 % serber (2013).